# Joseph de Bellemare
Pour les articles homonymes, voir Bellemare.
Joseph de Bellemare est un homme politique français né le 19 mars 1773 à Lisieux (Calvados) et mort le 13 avril 1858 à Lisieux.
Émigré et engagé dans l'armée de Condé sous la Révolution, il rentre en France en 1801. Maire de Lisieux, conseiller général, il est député du Calvados de 1824 à 1831 et pair de France de 1835 à 1848. Il est un membre influent du groupe de la contre-opposition sous la Restauration.

## Sources
- « Dictionnaire des parlementaires français de 1789 à 1889 (Adolphe Robert, Edgar Bourloton et Gaston Cougny) », sur gallica BNF (consulté le 5 janvier 2014)